# Кагаррас
Кагаррас — необитаемый архипелаг в 5 км южнее пляжа Ипанема.
Площадь — 2 км². Архипелаг состоит из четырёх островов (Кагарра, Палмас, Комприда, Фильоте) и нескольких небольших скал. Кагарра — крупнейший и высочайший (79 м) из них.
Острова часто посещаемы туристами. Близ архипелага проходит холодное течение, воды вокруг него богаты рыбой.
Предполагается, что название островов произошло от португальского cagarro, название птиц рода Calonectris, буревестников, обитающих от Пиренейского полуострова до Азор и Мадейры, однако, не обитающих в Бразилии. Однако, на островах Кагаррас множество птиц, есть и представители буревестниковых, сходных с Calonectris. С другой стороны, на картах XVIII века острова обозначены как Cagade или Cagado.
В 2010 году Жозе Аленкар Гомис да Силва подписал указ о создании Национального памятника Кагаррас для сохранения окружающей среды. Тем не менее, доступ на архипелаг неограничен.